# Попара (блюдо)

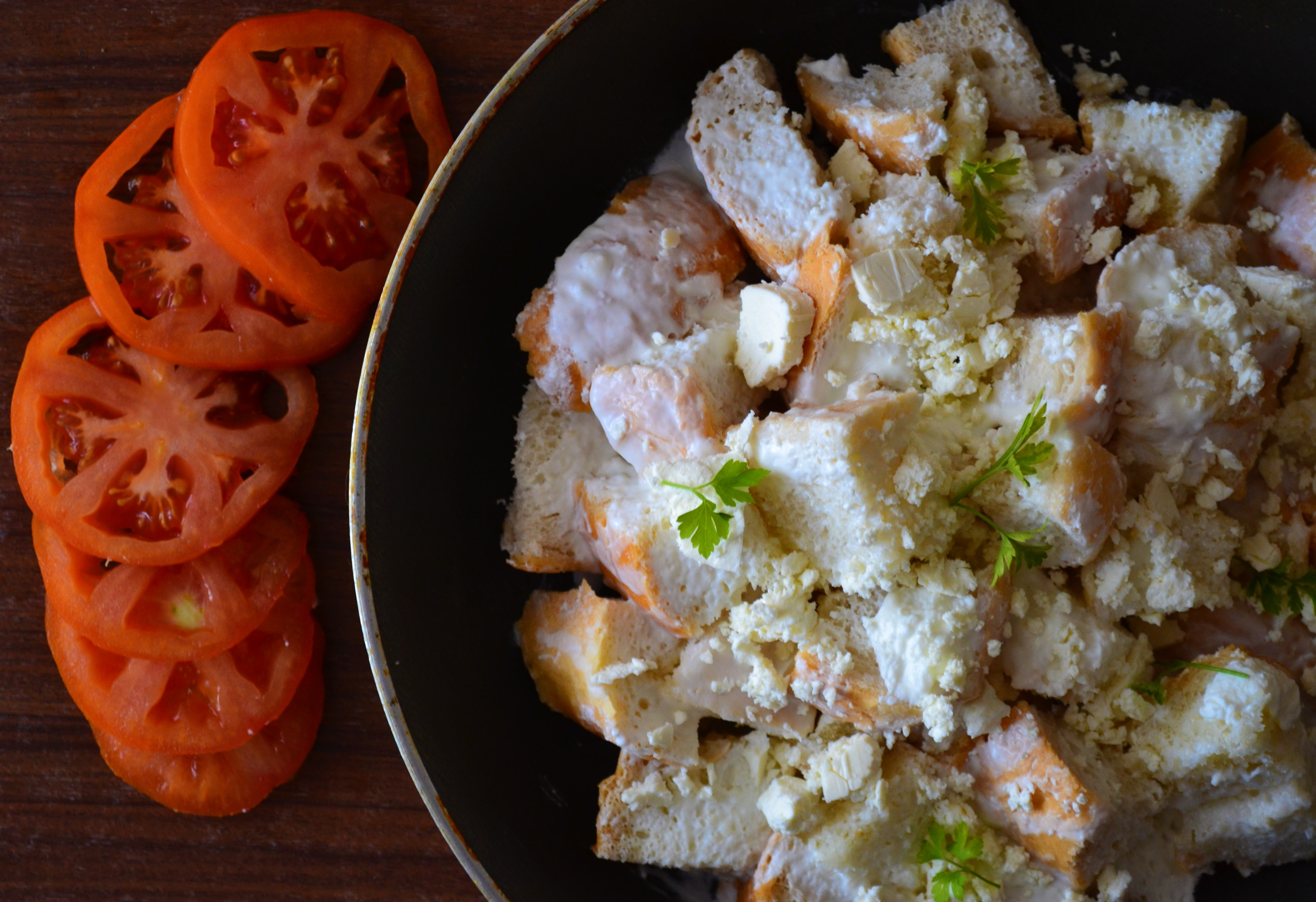
Попара

Попа́ра  или масаница (болг. , босн. , серб. и черног. попара, греч. παπάρα, тур. papara) — популярное блюдо в Болгарии, Сербии, Черногории, Македонии и Боснии и Герцеговине, Греции и Турции, сделанное со старым или свежим нарезанным хлебом и пропитанное молоком, чаем или горячей водой.
Традиционно готовится из хлеба двух- или трёхдневной свежести, который заливается горячей жидкостью (чаем, молоком, в самом простом варианте водой), иногда добавляются брынза, масло, маслины.